# ساچمه بادی

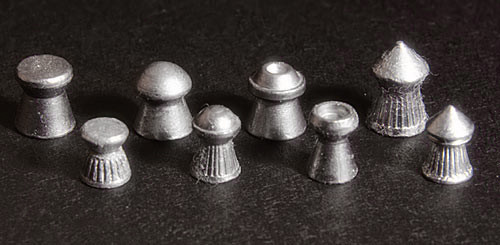
انواع ساچمه‌های تفنگ بادی ردیف پشت: کالیبر ۲۲(۵٫۵ میلیمتر)، ردیف جلو: کالیبر ۱۷۷. (۴٫۵ میلیمتر).
انواع: از چپ به راست: سرتخت، نوک‌گرد، سرگود، نوک‌تیز.

ساچمه بادی نوعی پرتابه، معمولاً از جنس سرب، برای تفنگ بادی است.

## مشخصات
مطابق استانداردهای جهانی، ساچمه مرغوب باید مشخصات ویژه‌ای دارا باشد که مهم‌ترین آن‌ها وزن مناسب و کیفیت ساخت و شکل آیرودینامیک ساچمه‌است که در دقت تیراندازی تأثیر بسزایی دارد. برای تعیین مرغوبیت ساچمه از واحدی به نام گرین تجارتی (Grain) یا وزن ۲۰ دانه، استفاده می‌شود.گرین واحد بسیار کوچکی برابر با ۰۶۴۷/۰ گرم است. در سطح تجارتی برای سهولت کار این عدد، در ۲۰ ضرب شده و وزن ۲۰ دانه ساچمه مبنای اندازه گیری قرار می‌گیرد. طبق قرارداد حداقل وزن قابل قبول برای ۲۰ دانه ساچمه در کالیبر ۴٫۵ میلی‌متر ۹ گرم است. همچنین این استاندارد برای کالیبر ۵٫۵ میلی‌متر ۱۷ گرم می‌باشد.
استفاده از ساچمه‌های سبک و غیر استاندارد به فنر و آلات متحرک تفنگ آسیب می‌رساند.

## انواع ساچمه‌های تفنگ بادی
- ساچمه سرتخت (Wadcutter – Competition): برای تمرین نشانه روی و همچنین در میادین و مسابقات ورزشی از این نوع ساچمه استفاده می‌شود.ساچمه‌های سرتخت دقت بالاتری در تیر اندازی به وجود می‌آورند اما معمولاً برای تیراندازی در فاصله‌های نزدیک با دقت بالا مورد استفاده قرار می‌گیرند.
- ساچمه نوک تیز (Pointed – Pest Control): دارای نوکی امبذی شکل بوده و معمولاً برای نفوذ بیشتر مورد استفاده قرار می‌گیرند.ساچمه‌های نوک تیز نفوذ و صدمه عمیقتری ایجاد می‌کنند و این نوع ساچمه هم برای تیراندازی در فاصله‌های نزدیک مورد استفاده قرار میگیرد.
- ساچمه نوک فرورفته (Hollow Point – Hunter): انواع جدیدی از ساچمه‌ها با نوک فرورفته هستند .این نوع ساچمه‌ها برای برد طولانی با تخریب بالا مورد استفاده گردیده و سر این ساچمه پس از برخورد با هدف صاف می‌شود و تخریب را به همراه نفوذ در پی دارد برای تیر اندازی به اهداف دوردست و شکار بکار می‌روند.همچنین قابلیت نفوذ بالایی در اجسام سخت مانند چوب، شیشه و پلاستیک دارند  .
- ساچمه گرد (Domed – All-Around):این ساچمه‌ها ساچمه‌های گرد گنبدی محسوب می‌گردند. دارای بدنه‌ای محکم برای برد طولانی با دقت بالا مورد استفاده قرار می‌گیرند و برای هر شکل تیر اندازی مناسب می‌باشند .
- ساچمه گرد (Domed –Pointed):این نوع ساچمه ترکیبی از ساچمه گرد و سوزنی می‌باشد  که تمامی خصوصیات ساچمه گرد را با نفوذ ساچمه سوزنی به همراه دارد.

## انواع کالیبر ها
کالیبر ۴/۵:این کالیبر که مخصوص تفنگ‌های ۷-۱۶ ژولی .است در مسابقات استفاده می‌شود.
کالیبر۵/۵:این‌ کالیبر که مخصوص تفنگ‌های ۱۶-۴۰ ژولی است  در شکار وگاهی در مسابقات استفاده می‌شود.
کالیبر۶/۳۵:این کالیبر که تقریباً مخصوص شکار است در تفنگ‌های ۵۰-۱۰۰ ژولی استفاده می‌شود و در ایران پیگرد قانونی دارد.
کالیبر۷/۶۲:این کالیبر که مخصوص شکار و نگهبانی است.
درتفنگ‌های ۱۰۰-۱۵۰ ژولی استفاده می‌شود که گرفتن ان در ایران از سلاح کمری هم پر دردسر تر است.
- مشارکت‌کنندگان ویکی‌پدیا. «(Pellet (air gun». در دانشنامهٔ ویکی‌پدیای انگلیسی، بازبینی‌شده در ۱ فوریه ۲۰۰۸.